# DnaI
DnaI, такође позната као днаТ, је ген који учествује у  репликацији ДНК.